# Самотні серця (фільм, 2006)

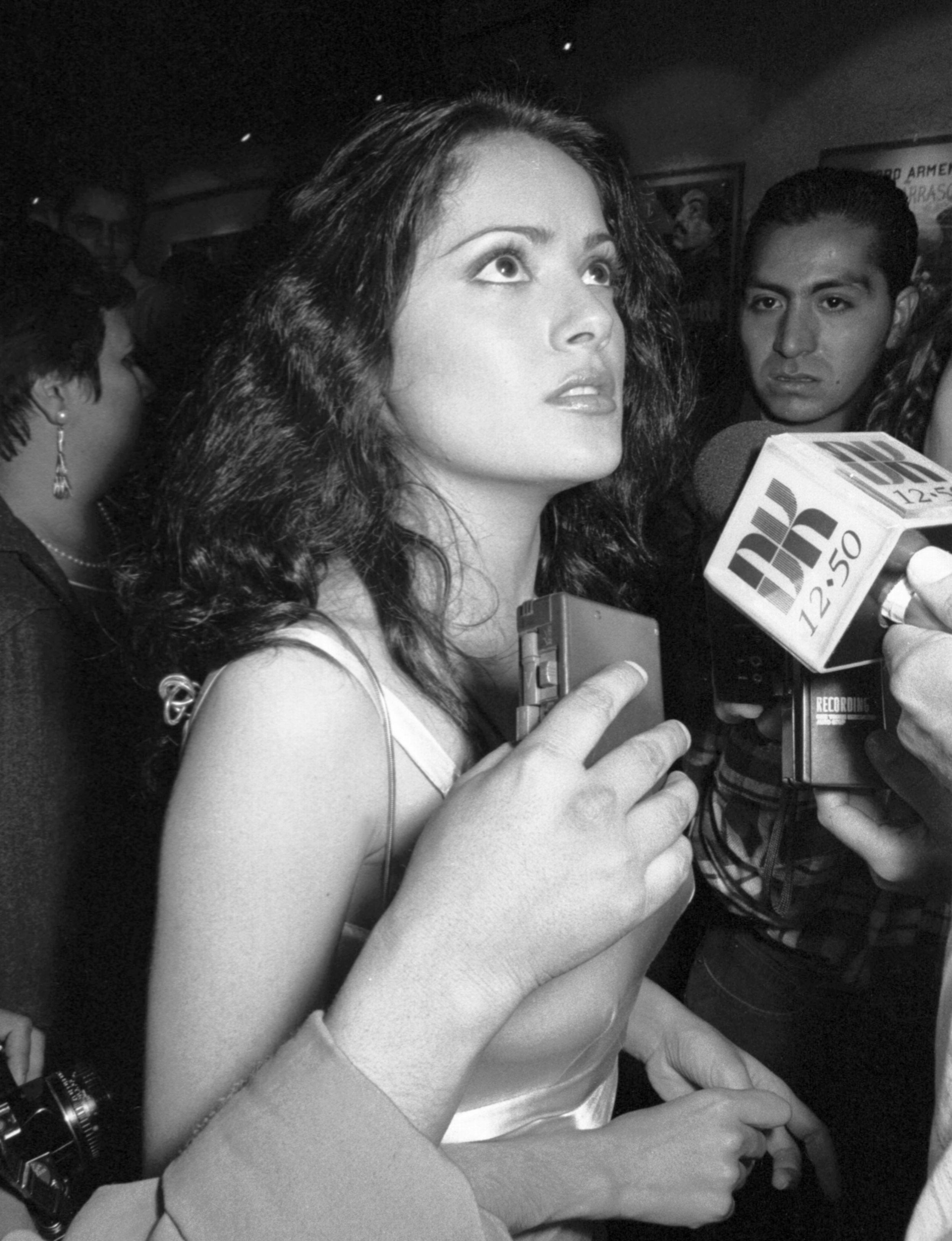
Сальма Гаєк. 2010

«Самотні серця» (англ. Lonely Hearts) — американський кримінальний фільм 2006 року кінорежисера Тода Робінсона про серійних вбивць — Раймонда Фернандеза та Марту Бек.

## Сюжет
Фільм заснований на реальних подіях, які відбувалися у США в кінці 40-х років. Парочка серійних убивць Раймонд Фернандез (Джаред Лето) та Марта Бек (Сальма Гайєк) заманювали до «своїх тенет» старих вдів, крали їх гроші, а потім вбивали їх. Коли їх нарешті зловила поліція, парочка померла в один день на електричному стільці у в'язниці Сінг-Сінг.

## Ролі виконують
- Джон Траволта — Елмер Робінсон
- Джеймс Гандольфіні — детектив Чарльз Гільдербрант
- Джаред Лето — Раймонд Фернандез[en]
- Сальма Гаєк — Марта Бек
- Дагмара Домінчик — Дельфін Даунінг
- Лора Дерн — Рене
- Бейлі Медісон — Рейніл
- Скотт Каан — детектив Рейлі
- Джон Доумен — шеф МакСвейн
- Аліса Кріге — Джанет Лонг

## Навколо фільму
- Дід режисера — Ельмер К. Робінсон, поліцейський, який досліджував вбивства, про які розповідає фільм «Самотні серця».
- Справжня Марта Бек була зовсім іншою, ніж акторка Салма Гаєк. У момент її страти вона важила значно більше 90 кг. Крім того, Салма носила блакитні контактні лінзи протягом усього фільму, тому що у справжньої Марти були блакитні очі, а у Сальми вони темнокарі.

- Фільм не тільки про вбивства, а значно більше, це історія про сімейні відносини. Фільм про любов і байду́жість і про те, що ці емоції змушують людей робити.[1]